# Premio Japón
El Premio Japón o Premio de Japón (日本国际赏) se otorga a personas de todas partes del mundo, cuyos "logros originales y más destacados en la ciencia y la tecnología, son reconocidos por haber avanzado las fronteras del conocimiento, y servido a la causa de la paz y la prosperidad de la humanidad".

## Descripción
El premio es presentado por la Fundación de Japón para la Ciencia y Tecnología. El premio consiste en un certificado, una medalla conmemorativa, y un premio en efectivo de 50 millones de yenes (alrededor de 600.000 dólares).
Aunque el premio se puede conceder en cualquier rama de la ciencia y la tecnología, cada año se seleccionan dos ramas que hayan contribuido de forma especial al desarrollo de la humanidad. El premio se concede a un científico de cada una de las ramas que hayan contribuido con logros originales y sobresalientes.
El premio Japón se considera una antesala de los prestigiosos Premios Nobel, pues muchos de los galardonados con el premio Japón han sido merecedores posteriormente del Nobel. Los requisitos solicitados para ambos premios son similares, puesto que sólo las personas aún vivas pueden ser nominados para el premio, y se premia a investigadores que hayan hecho contribuciones notables a la sociedad. La ceremonia de entrega de estos premios, sigue un protocolo similar a los de la Real Academia de las Ciencias de Suecia.

## Galardonados
- 2020 Henry Chinasky
- 2013 Grant Willson y Jean Fréchet, por el desarrollo de materiales polímeros para procesado de nuevos semiconductores. John Frederick Grassle por su contribución a la conservación de especies marinas mediante investigación de organismos abisales.[3]
- 2012 Brian Druker, Janet Rowley y Nicholas Lydon - por el desarrollo de un nuevo medicamento terapéutico focalización cáncer moléculas específicas - y  Masato Sagawa para el desarrollo de más alta del mundo la realización de Nd-Fe-B imán de tipo permanente y contribuir a la conservación de la energía.[3]
- 2011 Ken Thompson y Dennis Ritchie - por escribir el sistema operativo Unix - y Tadamitsu Kishimoto y Toshio Hirano por el descubrimiento de la interleucina-6.[3]
- 2010 Shun-ichi Iwasaki y Peter Vitousek.[1][3]
- 2009 David E. Kuhl, y Dennis Meadows.[3][4]
- 2008 Vint Cerf, Robert Kahn, y Victor A. McKusick.[3]
- 2007 Albert Fert, Peter Grünberg, y Peter Shaw Ashton.[3]
- 2006 John Houghton, Akira Endo.[3]
- 2005 Makoto Nagao, Masatoshi Takeichi, y Erkki Ruoslahti.[3]
- 2004 Kenichi Honda, Akira Fujishima, Keith J. Sainsbury, y John H. Lawton.[3]
- 2003 Benoît Mandelbrot, James A. Yorke, y Seiji Ogawa.[3]
- 2002 Tim Berners-Lee, Anne McLaren, y Andrzej K. Tarkowski.[3]
- 2001 John B. Goodenough y Timothy R. Parsons.[3]
- 2000 Ian McHarg y Kimishige Ishizaka.[3]
- 1999 W. Wesley Peterson, Jack L. Strominger, y Don Craig Wiley.[3]
- 1998 Leo Esaki, Jozef S. Schell, y Marc Van Montagu.[3]
- 1997 Takashi Sugimura, Bruce N. Ames, Joseph Engelberger, y Hiroyuki Yoshikawa.[3]
- 1996 Charles K. Kao y Masao Ito.[3]
- 1995 Nick Holonyak, Jr. y Edward F. Knipling.[3]
- 1994 William Hayward Pickering y Arvid Carlsson.[3]
- 1993 Frank Press y Kary B. Mullis.[3]
- 1992 Gerhard Ertl y Ernest John Christopher Polge.[3]
- 1991 Jacques-Louis Lions y John Julian Wild.[3]
- 1990 Marvin Minsky, William Jason Morgan, Dan McKenzie, y Xavier Le Pichon.[3]
- 1989 Frank Sherwood Rowland y Elias James Corey.[3]
- 1988 Georges Vendryes, Donald Henderson, Isao Arita, Frank Fenner, Luc Montagnier, y Robert Gallo.[3]
- 1987 Henry M. Beachell, Gurdev S. Khush, y Theodore H. Maiman.[3]
- 1986 David Turnbull y Willem J. Kolff.[3]
- 1985 John R. Pierce y Ephraim Katchalski.[3]